# Жджар (Мазовецьке воєводство)
Жджар (пол. Żdżar) — село в Польщі, у гміні Котунь Седлецького повіту Мазовецького воєводства.
Населення — 194 особи (2011).
У 1975-1998 роках село належало до Седлецького воєводства.

## Демографія
Демографічна структура станом на 31 березня 2011 року:
|          | Загалом | Допрацездатний вік | Працездатний вік | Постпрацездатний вік |
| -------- | ------- | ------------------ | ---------------- | -------------------- |
| Чоловіки | 95      | 13                 | 68               | 14                   |
| Жінки    | 99      | 13                 | 50               | 36                   |
| Разом    | 194     | 26                 | 118              | 50                   |